# Тома Захариев
Тома Христов Захариев е български лесовъд, преподавател в Аграрно-лесовъдния факултет на Софийския университет.

## Биография
Роден е в 1884 година в големия български македонски град Прилеп. В 1908 година завършва лесовъдство в Горския институт в Санкт Петербург, Русия. Специализира в Пермска губерния, където получава званието „учен-лесовъд I разряд“. През 1908 – 1912 г. е лесничей в Софийското лесничейство и в Гениш ада, Варненско. В 1910 година е сред основателите на Дружеството на лесовъдите в България. В 1920 г. е инспектор по арондирането, а по-късно става и главен инспектор по измерване и уредба на горите при Министерството на земеделието и държавните имоти.
В 1925 година специализира в Цюрихската политехника, Швейцария. От 1 декември 1928 година е основател и до 1940 година директор на Службата по горско опитно дело към отделението на горите и лова при Министерството на земеделието, която е първото горско научноизследователско учреждение в България.
В 1922 – 1925 година преподава в двугодишния курс за лесовъди-полувисшисти и в Държавното средно техническо училище „Цар Борис III”. От 1926 до 1928 година е лектор по общо лесовъдство в Агрономо-лесовъдния факултет.
Умира на 23 октомври 1940 година в София.

## Трудове
- За естественото и изкуственото възобновление на дъба, 1912
- Празник на залесяването, 1923, поставил началото на Седмицата на гората
- По избора на стопанските форми за нашите иглолистни гори при днешните насоки в лесовъдството, 1928 – 1929
- Принос за изучаването на влиянието на сушата върху растежа на някои горско-дървесни породи, 1930